# Vincelottes
Vincelottes é uma comuna francesa na região administrativa de Borgonha-Franco-Condado, no departamento de Yonne. Estende-se por uma área de 1,85 km². Em 2010 a comuna tinha 291 habitantes (densidade: 157,3 hab./km²).